# Mihael Megas Komnen
Mihael Megas Komnen (grčki Μιχαήλ Μέγας Κομνηνός, Mikhaēl Megas Komnēnos) bio je trapezuntski car koji je dvaput vladao.
Otac mu je bio Ivan II., trapezuntski car, a majka Ivanova supruga Eudokija, kći cara Bizanta Mihaela. (Mihael, nazvan po djedu, znan je na hrvatskom i kao Mihael Veliki Komnen.)
Mihaelov je brat bio Aleksije II. Trapezuntski, čija je kći bila Ana Anachoutlou. Ona je zavladala nakon svoje rođakinje Irene Paleolog. Mihael je prekinuo Aninu vladavinu na jedan dan, 30. srpnja 1341. Ipak, Ana je svrgnula svog strica Mihaela. Nakon što je zadavljena, naslijedio ju je Mihaelov sin Ivan III. Trapezuntski. (Ivanova je majka bila Mihaelova supruga Acropolitissa.)
Nakon Ivana Mihael je ponovno zavladao te je vladao 3. svibnja 1344. – 13. prosinca 1349.
Na kraju je postao redovnik; koliko je poznato, Ivan je bio njegovo jedino dijete.